# Alexandre Giroud
Alexandre Giroud (Grenoble, 16 marzo 1981) è un pilota motociclistico francese, specializzato nella guida di quad, con cui ha vinto due edizioni del Rally Dakar.
Giroud esordisce nella Dakar nel 2017, posizionandosi a ridosso della top 10. Dopo annate di alti e bassi, nel 2022 vince la sua prima Dakar, ripetendosi l'anno successivo. Nell'edizione del 2025  la categoria dei Quad venne eliminata, così il francese si adattò a correre nella categoria Challenger.

## Palmarès
- Rally Dakar: 2022, 2023
- Campione mondiale Bajas: 2015
- Rally d'Andalusia: 2022
- Rally del Marocco: 2022
- Baja d'Aragon: 2022

## Risultati nel Rally Dakar
| Anno | Classe     | Scuderia                     | Vettura           | Pos. | TV |
| ---- | ---------- | ---------------------------- | ----------------- | ---- | -- |
| 2017 | Quad       | Team Giroud                  | Yamaha Raptor 700 | 11°  | 0  |
| 2018 | Quad       | Team Giroud                  | Yamaha Raptor 700 | 11°  | 0  |
| 2019 | Quad       | Team Giroud                  | Yamaha Raptor 700 | 4°   | 0  |
| 2020 | Quad       | Team Giroud                  | Yamaha Raptor 700 | Rit  | 0  |
| 2021 | Quad       | Team Giroud                  | Yamaha Raptor 700 | Rit  | 0  |
| 2022 | Quad       | Yamaha Racing - SMX - Dragon | Yamaha Raptor 700 | 1°   | 2  |
| 2023 | Quad       | Yamaha Racing - SMX - Dragon | Yamaha Raptor 700 | 1°   | 5  |
| 2024 | Quad       | Yamaha Racing - SMX - Dragon | Yamaha Raptor 700 | 2°   | 6  |
| 2025 | Challenger | Team Giroud - G Rally Team   | GRally Team OT3   | Rit  | 0  |